# 滝の上発電所

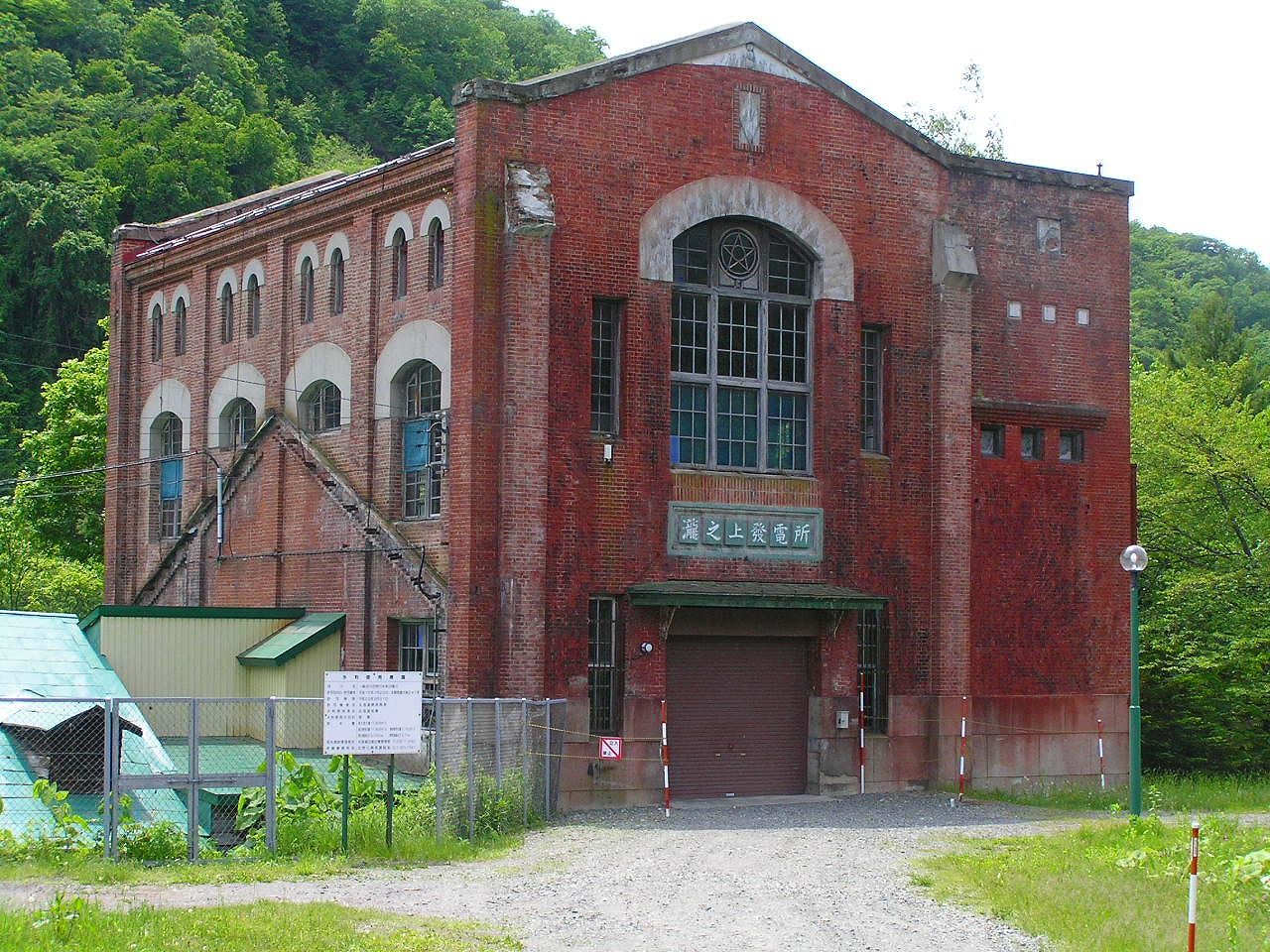
滝の上発電所（2006年6月撮影）

滝の上発電所（たきのうえはつでんしょ）は北海道夕張市滝ノ上にある北海道企業局が運営・管理する水力発電所である。

## 所在地
北海道夕張市滝ノ上5番地（滝の上自然公園と隣接）

## 基本情報
- 水系・河川名 - 石狩川水系・夕張川
- 使用開始年月 - 1925年1月
- 発電所型式 - 水路式
- 認可出力 - 最大2340kW 常時0kW
- 使用水量 - 最大17.806m3/s 常時0.320m3/s
- 有効落差 - 最大17.88m 常時20.40m
- 年間発電電力量 - 2446000kWh

## 歴史
滝の上発電所は1925年（大正14年）1月に北海道炭礦汽船株式会社が自家発電設備として建設され、北炭滝之上水力発電所と呼ばれた。白色で縁取られ「北斗星」の描かれたラウンドトップの窓が印象的なレンガ積みの風格のある建築である。後に、電力需要の増大に伴い建設された清水沢火力発電所とともに北海道の石炭産業を動力面からを支えてきたが、北海道炭礦汽船の夕張での採炭事業の撤退後は、何度か所有者の移転を経て、1994年（平成6年）4月に北海道が北炭真谷地炭鉱株式会社から譲渡を受け北海道企業局が運営・管理することとなる。

## その他
- 当発電所は2001年に北海道遺産「空知の炭鉱関連施設と生活文化」の一部に選定されている。
- 2017年に「滝の上発電所施設群」は土木学会選奨土木遺産に選ばれている[1]。
- 当発電所は財団法人北海道公営企業振興協会が北海道企業局の委託を受けて運営・管理している。
- 発電は通年ではなく、雪解け時期（3月～5月）に限って行われている。
- 使用開始から80年以上経ち、老朽化が著しく大規模改修が必要である。しかし、大改修をして存続させるにしても多額の費用がかかり、また、発電所を廃止するにしても河川法により堰や水路工作物などの原形復旧が求められるためこれもまた多額の費用がかかる。発電所を所有する北海道としてはどちらにしても多額の費用がかかるため頭を抱えている。

## 一般公開
通常は立ち入り禁止だが、年に一度、滝の上公園で開催される10月中旬の紅葉まつりの際、施設の一般公開が行われる。通常は敷地外から外観のみ見学可能。敷地内見学は北海道企業局の許可が必要。

## 交通
- 鉄道：JR石勝線滝ノ上駅下車、徒歩約10分。
- 自動車：道東自動車道夕張IC下車、国道274号を紅葉山方面へ向かい、JR石勝線滝ノ上駅付近を右折すぐ。

## ギャラリー
- 滝の上発電所全体像
- 滝の上発電所建屋側面
- 正面を見る。「北斗星」がラウンドトップにデザインされている。
- 滝の上発電所（2007年8月撮影）